# Wustrau-Altfriesack
Wustrau-Altfriesack ist ein Ortsteil der Gemeinde Fehrbellin (Landkreis Ostprignitz-Ruppin) im Norden des Landes Brandenburg.

## Geographie
Wustrau-Altfriesack liegt an den Ufern von Bützsee und Ruppiner See im Ruppiner Land. Der Ortsteil umfasst die Gemeindeteile Altfriesack, Wustrau und Zietenhorst. Er wird von der Landesstraße 164 durchquert. Die Bahnstrecke Kremmen–Meyenburg führt nordöstlich am Gemeindegebiet vorbei.

## Geschichte

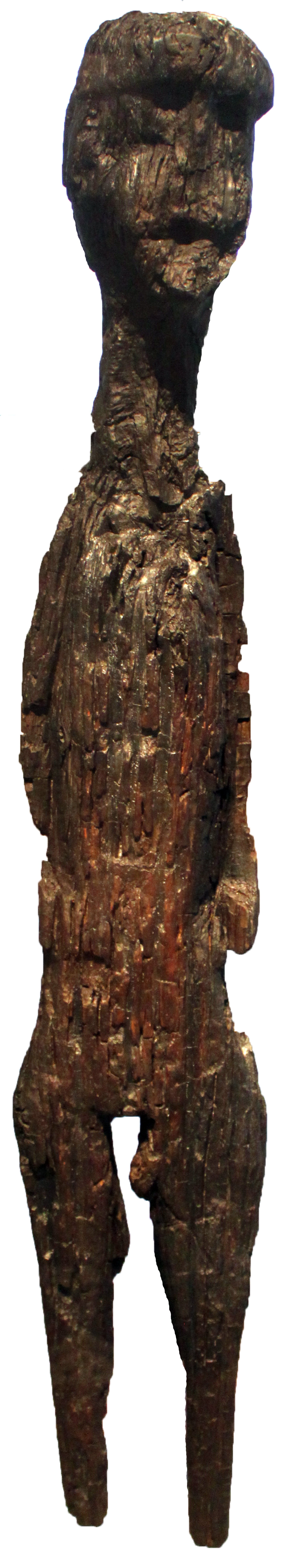
Pfahlgott

Um 1490 gehörten Wustrau und Altfriesack zur im Kern reichsunmittelbaren Herrschaft Ruppin der Grafen von Lindow-Ruppin.

### Altfriesack
Altfriesack war ursprünglich ein Fischerdorf, das 1421 erstmals urkundlich erwähnt wurde. Der mittelalterliche Ortskern liegt auf einer Insel in der Verbindung zwischen dem Ruppiner See und dem sich südlich anschließenden Bützsee. Im südlichen Teil der Insel befand sich im Mittelalter mit dem Burgwall Altfriesack vermutlich ein kultischer Mittelpunkt des slawischen Stammes der Zamzizi. Im Neuen Museum Berlin befindet sich der Altfriesacker Götze, die Figur eines slawischen Pfahlgottes, die in Altfriesack gefunden wurde. Im Jahr 1787 wurde in Altfriesack eine nach holländischem Vorbild erbaute hölzerne Klappbrücke über den Rhinkanal eröffnet. Die Klappbrücke wurde 1927 durch eine Stahlkonstruktion ersetzt und 1994 vollständig erneuert. Sie steht ebenso wie die Schleuse Altfriesack und das Schleusenhaus unter Denkmalschutz.

### Altfriesack-Brandishof
In den 1920er Jahren bis etwa Anfang 1945 bestand mit Brandishof bei Alfriesack ein Wohnplatz in Form eines kleinen Hofgutes. Diesen bewirtschaftete der ehemalige Freikorpsoffizier und Schriftsteller Cordt von Brandis mit seiner Frau Johanna Schulz (1895–1989), Tochter eines Gutsbesitzers. Der Betrieb wurde 1923 zeitgleich zur Hochzeit gebildet. Die Besitzung war etwa 93 ha groß. Cordt und Johanna von Brandis wählten Brandishof zum Hauptwohnsitz. Sie hatten zwei Töchter und zwei Söhne, die in Wustrau und Neuruppin geboren wurden. Der Brandishof wurde nach der Enteignung in den 1950er Jahren kurzzeitig als Moorversuchsstation genutzt.

### Wustrau
Aus dem Jahr 1418 stammte die erste urkundliche Erwähnung einer Walkmühle in Wustrau. Das Dorf selbst wurde 1462 erstmals urkundlich erwähnt. Im Dreißigjährigen Krieg fiel es einem Brand zum Opfer. Dann entwickelten sich im Ort zeitweise zwei konventionelle Rittergüter weiter. Wustrau gehörte 1590 bereits zu einem Viertel einem Jacob von Zieten und wurde 1766 vollständig Zietenscher Besitz. Aus dem 18. Jahrhundert liegen Meldungen über Weinanbau auf dem Weinberg vor. Theodor Fontane war bei seinen Wanderungen durch die Mark Brandenburg von Wustrau angetan, er sah „saubere, von Wohlstand zeugende Bauerhäuser“.
Von etwa 1890 bis 1922 bewohnte Albert Graf von Zieten-Schwerin das Schloss Wustrau. Zu diesem Zeitpunkt lebten viele Mitglieder der Familie von Schwerin in Wustrau. Damals betrug die Gutsgröße 1500 ha. Vor der großen Wirtschaftskrise 1929/30 gehörten zum Schloss Wustrau das Rittergut und Vorwerk Albertinenhof mit gesamt 1599 ha, davon 140 ha Forst. Eigentümer war die Graf v. Zieten-Schwerinsche Landgutstiftung Wustrau unter dem Vorsitz des Regierungspräsidenten a. D. Friedrich Ernst von Schwerin, Wirklicher Geheimer Rat mit Sitz in Berlin. Neben diesem Großgut bestand noch ein Allodialbesitz der Waltraut von Schwerin mit Wohnsitz in Icking-Isartal. Hier leitete der Diplomlandwirt Erich Venohr die Amtsgeschäfte und war zugleich für beide Adelsgüter der Administrator, die zumeist von Ritterschaftsbanken bei Kreditbelastungen den Gutsbetrieben vorangestellt wurden. Im Zweiten Weltkrieg war das Schloss Wustrau zeitweilig Sitz der SS-Wehrwirtschaftsführung und zentrale SS-Führungsdienststelle. Angeblich wurden von hier aus zuletzt die Konzentrationslager Sachsenhausen und Ravensbrück verwaltet. Bei Kriegsende hatte SS-Chef Heinrich Himmler hier kurze Zeit seinen Befehlsstand. Letzte Gutsbesitzerin bis 1945 war Anni von Schwerin (1893–1961), seit 1918 verheiratet mit Agrajournalisten und Gutspächter Hans-Ulrich von Oertzen-Briggow (1891–1970), Bruder des Dietrich von Oertzen. Der Sohn von Anni und Hans-Ulrich von Oertzen, der Jurist und spätere Journalist Hans-Joachim von Oertzen ist zeitweise in Wustrau aufgewachsen.
Altfriesack und Wustrau bildeten 1974 die Gemeinde Wustrau-Altfriesack. Am 26. Oktober 2003 wurde Wustrau-Altfriesack nach Fehrbellin eingemeindet.

## Kultur und Sehenswürdigkeiten

### Museen
Im Jahr 2000 wurde in Wustrau das private Brandenburg-Preußen Museum eröffnet. Auf 350 m² wird die 500-jährige Geschichte Brandenburg-Preußens unter den Hohenzollern gezeigt. Neben diesem Museum befindet sich das Denkmal für von Zieten, das Johann Gottfried Schadow für den Berliner Wilhelmplatz 1794 geschaffen hat.

### Bauwerke

#### Schloss Wustrau

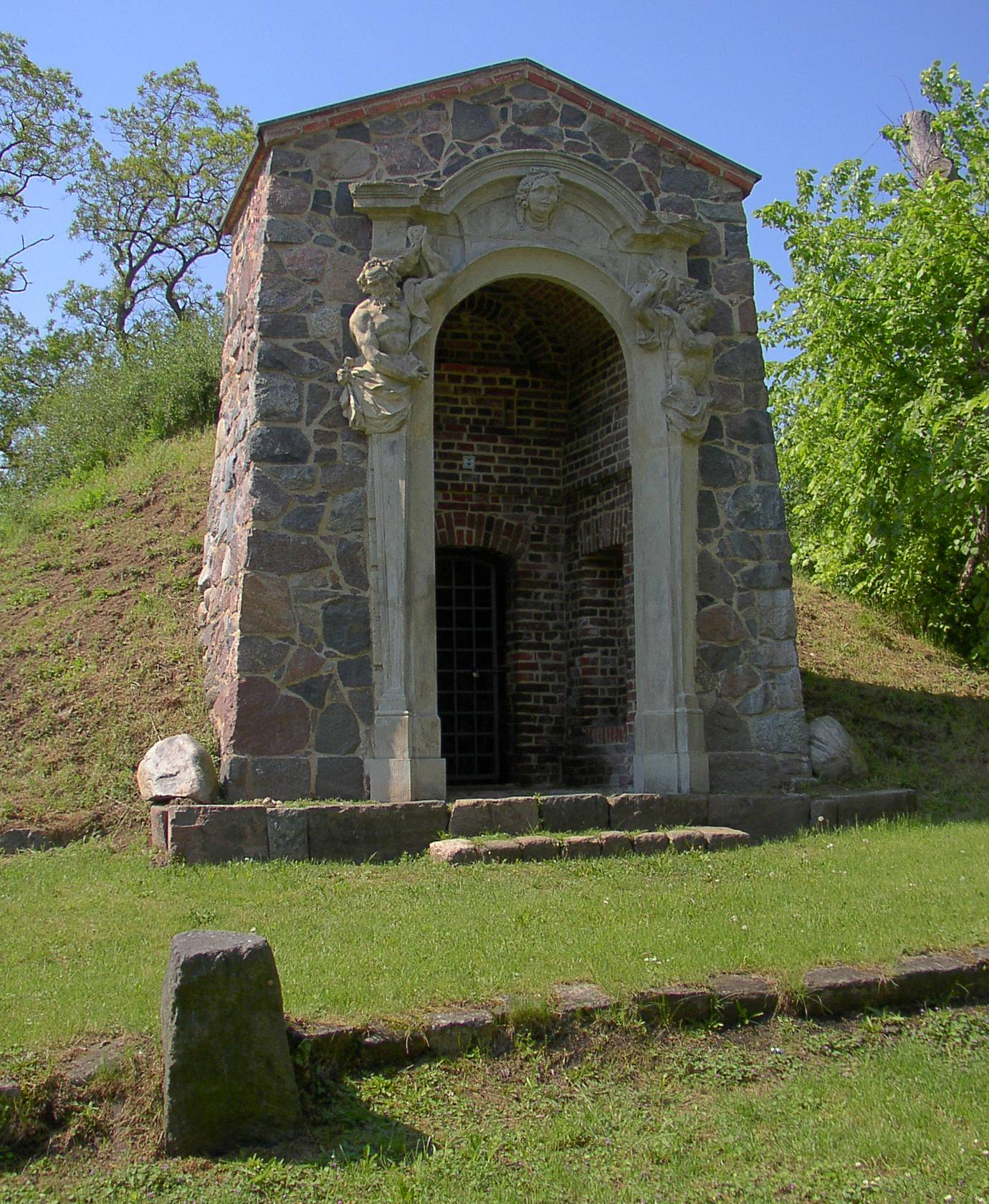
Eiskeller

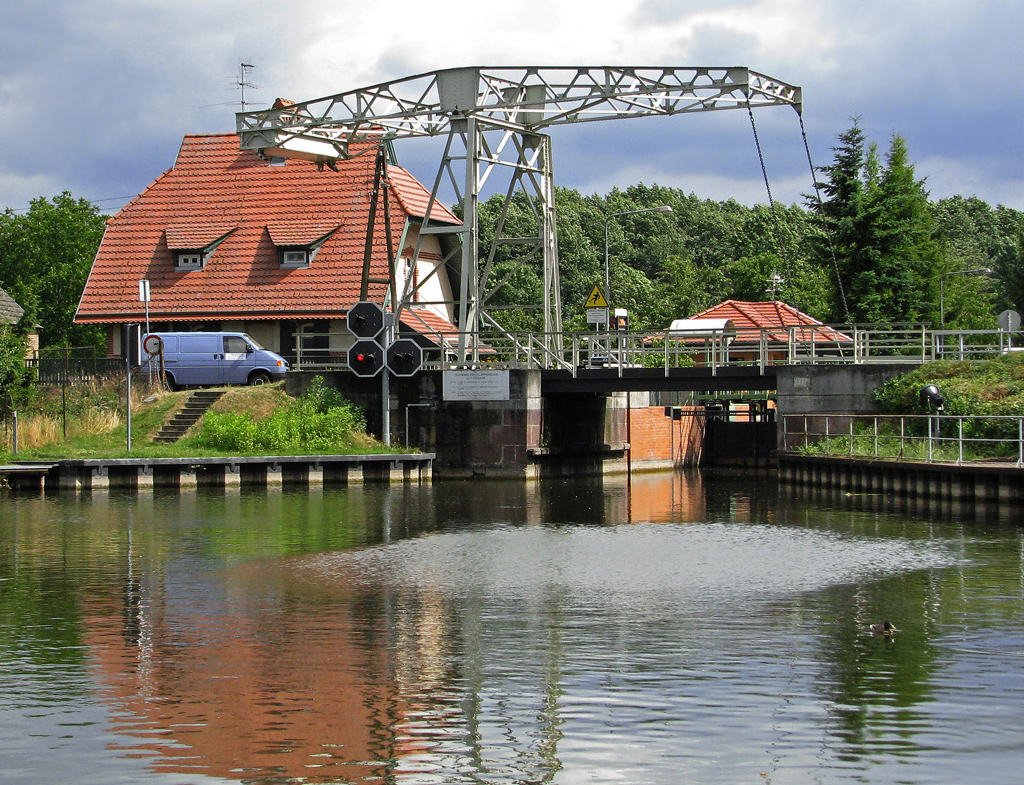
Klappbrücke und Schleuse Altfriesack

Das Kavaliershaus wurde 1690 gebaut. Das alte Gutshaus war 1699 Geburtsort von Hans Joachim von Zieten, einem der berühmtesten Reitergeneräle der preußischen Geschichte und engem Vertrauten Friedrichs des Großen. Zieten wurde im Januar 1786 auf dem Wustrauer Friedhof begraben, nachdem er im Alter von 86 Jahren gestorben war, nur wenige Monate vor dem Alten Fritz.
Ein erster Schlossbau ländlich-barocken Stils entstand zwischen 1747 und 1750. Seine endgültige Gestalt erhielt Schloss Wustrau im letzten Drittel des 19. Jahrhunderts unter dem Grafen Albert-Julius von Zieten-Schwerin. Der zugehörige Landschaftspark entstand 1840; Peter Joseph Lenné wurde vom Landrat Friedrich Graf v. Zieten gebeten (13. Januar 1840), Ideen für die Parkgestaltung vorzuschlagen. Im Februar besuchte Lenné Wustrau und übersandte einen Monat später seine Planungen. Zur Verwirklichung dieser schickte er außerdem verschiedene Baumsetzlinge. Zum Gut gehörte ab 1750 ein Eiskeller, in dem das im Winter vom See herantransportierte Eis (abgedeckt mit Stroh und Torf) bis in den Sommer hinein gelagert wurde. Der Eiskeller ist mit von Friedrich Christian Glume geschaffenen Hermen verziert, die zwischen 1991 und 2003 restauriert wurden.
Nach 1945 wurde das Schloss geplündert, anschließend verstaatlicht und als Notunterkunft genutzt. Von 1950 bis 1975 war eine Berufs- und Oberschule untergebracht. Das DDR-Ministerium der Justiz betrieb ab 1981 im Schloss eine Fortbildungsstätte, das Institut für Weiterbildung. Im Park wurden zu diesem Zweck zwei bis heute erhaltene Gästehäuser errichtet.
Nach der Deutschen Wiedervereinigung fand die Fortbildungseinrichtung der Justiz des Landes Brandenburg bis 1993 ein Zuhause im Schloss. Seitdem ist es die zweite Tagungsstätte der Deutschen Richterakademie.

#### Dorfkirche

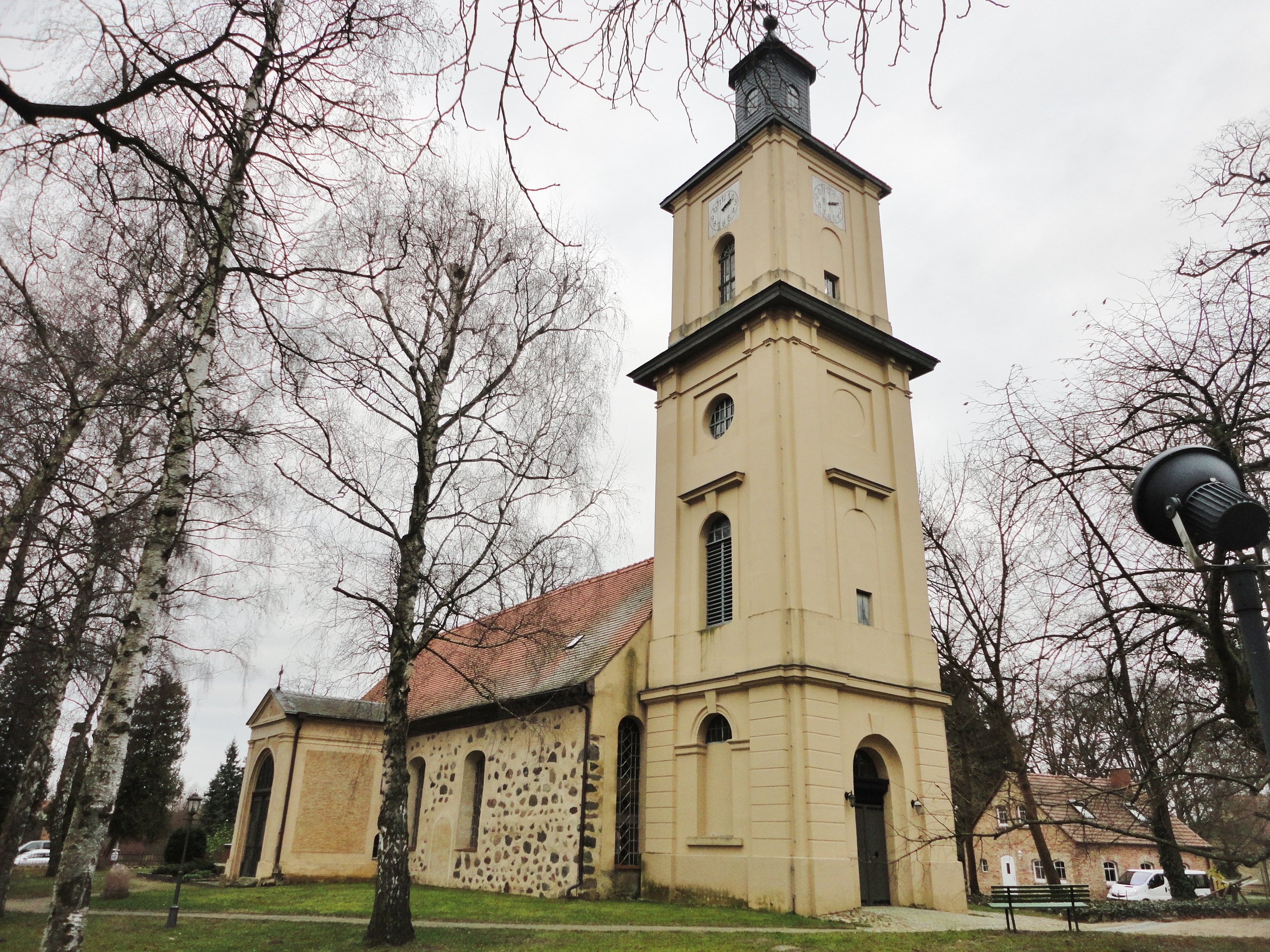
Dorfkirche Wustrau

Die Dorfkirche Wustrau, ein im Kern spätgotischer Feldsteinbau beherbergt neben dem Epitaph für den Husarengeneral Hans Joachim von Zieten auch einige mittelalterliche Kunstgegenstände. Das Gotteshaus wurde im 18. Jahrhundert barockisiert und 1883 um eine neuromanische Chornische und eine Vorhalle an der Nordseite erweitert. Die Kirche gehört und dient einer Gemeinde der unierten Evangelischen Kirche Berlin-Brandenburg-Schlesische Oberlausitz.

#### Weitere Bauwerke

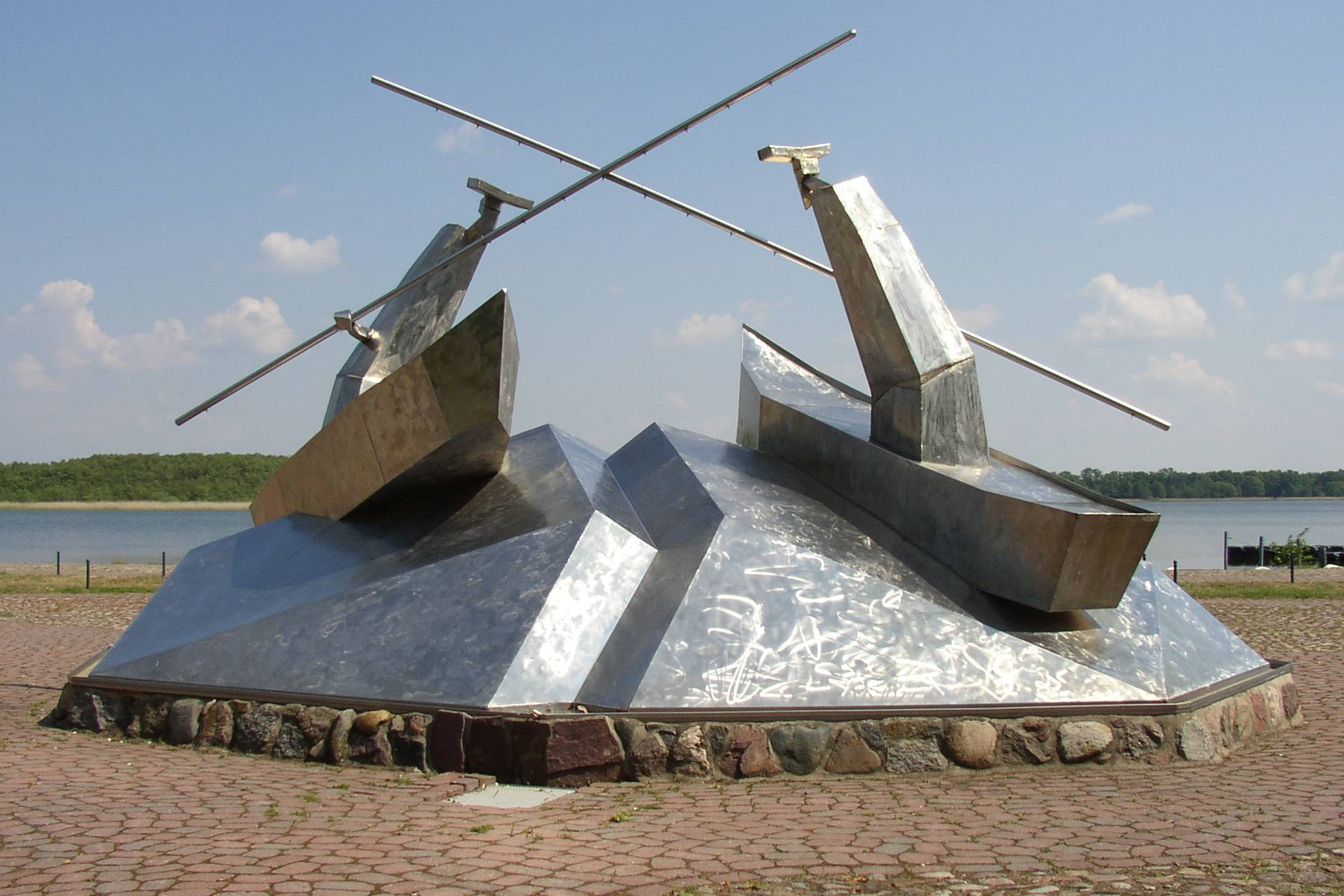
Seeschlacht (Edelstahl) Wustrau

Das Mühlengebäude am Wustrauer Mühlenrhin erhielt 1918 eine Sichtfassade im Art-déco-Stil, ist jedoch seines originalen Innenlebens beraubt. Im noch original eingerichteten Kontor der Mühle wurden im Jahre 1995 Szenen für den Fernsehfilm Der Trinker gedreht. Die Gewölbe des ehemaligen Weinmeisterhauses in Wustrau sind erhalten. Das Pfarrhaus Wustrau stammt von 1740. Das 1908 am Anger von Wustrau gebaute Constanzehaus wurde nach Constanze Gräfin Zieten-Schwerin benannt und diente als soziale Freizeiteinrichtung. Es beherbergt heute ein Café.
Im nicht öffentlich zugänglichen Teil des Schlossparks steht die Schifferkapelle. Das Seeschlacht-Denkmal an der Uferpromenade von Wustrau wurde von Matthias Zágon Hohl-Stein geschaffen. Ein Fliegerdenkmal in Wustrau ist „den Vorkämpfern für Deutschlands Luftgeltung Joachim von Schröder und Erich Albrecht † 19.12.1929“ gewidmet.

### Regelmäßige Veranstaltungen
Im Sommer spielt an der Uferpromenade von Wustrau das Sommertheater Wustrau, das auch als Seefestival bezeichnet wird. Die „Seeschlacht“ erinnert an dieselbe, die sich die Söhne derer von Zieten und derer von dem Knesebeck 1785 als militärische Kurzweil in den Sommermonaten ausdachten.

## Söhne und Töchter (Auswahl)
- Hans Joachim von Zieten (1699–1786), Preußischer General
- Friedrich Christian Ludwig von Zieten (1765–1854), preußischer Rittmeister, Landrat und Domherr
- Ernst Steudener (1803–1859), Architekt und Baubeamter
- Friedrich Wilhelm Ludwig von Schwerin (1862–1925), Jurist, Regierungspräsident im Bezirk Frankfurt/O.

## Verkehr
Durch den Ort verläuft die Landesstraße L 164 zwischen Walchow und Herzberg (Mark). Die nächstgelegene Autobahnanschlussstelle ist Neuruppin Süd an der A 24 Berlin–Hamburg.
Der Haltepunkt Wustrau-Radensleben liegt an der Bahnstrecke Kremmen–Meyenburg und wird im SPNV zweistündlich durch die Regional-Express-Linie RE 6 (Prignitz-Express) von Wittenberge über Wittstock (Dosse) und
Neuruppin nach Berlin-Charlottenburg bedient. 
Zudem halten dort Busse des kreiseigenen Verkehrsbetriebes Ostprignitz-Ruppiner Personennahverkehrsgesellschaft.